# Nổi tiếng hơn cả Chúa Giêsu
"Nổi tiếng hơn cả Chúa Giêsu" là câu nói gây tranh cãi của John Lennon về The Beatles vào năm 1966. Lennon cho rằng Kitô giáo đang tới lúc thoái trào và The Beatles còn được nhắc tới nhiều hơn Chúa Giêsu. Dư luận có những phản ứng vô cùng thờ ơ khi phát biểu này được công bố lần đầu tại Anh, song nó lại nhận được phản ứng giận dữ từ cộng đồng Kitô giáo tại Mỹ khi nó được nhắc lại vào khoảng 5 tháng sau đó.
Lennon phát biểu như trên trong bài phỏng vấn của nhà báo Maureen Cleave thuộc chương trình London Evening Standard vào tháng 3 năm 1966. Khi tạp chí Datebook dành cho thanh niên ở Mỹ trích dẫn lại câu nói này vào tháng 8 cùng năm, những tranh cãi đã xuất hiện rộng khắp miền Nam nước Mỹ. Nhiều đài phát thanh dừng việc phát các ca khúc của The Beatles, các sản phẩm của họ bị đốt, các buổi họp báo bị hủy bỏ và nhiều bài phân tích xuất hiện. Hậu quả là xuyên suốt tour diễn của nhóm tại Mỹ vào năm 1966, Lennon và quản lý Brian Epstein phải đứng ra giải thích tại tất cả các buổi họp báo. Nhiều sự kiện thuộc tour diễn bị phá hủy và hăm dọa, trong đó có cả từ Ku Klux Klan. Sự việc khiến The Beatles ngày thêm chán nản về việc xuất hiện trước công chúng, và tour diễn này trở thành tour diễn cuối cùng của họ trước khi ban nhạc bước vào thời kỳ phòng thu.

## Hoàn cảnh
Tháng 3 năm 1966, tờ London Evening Standard cho ra mắt serie bài báo hàng tuần có tên "Mỗi Beatle sống ra sao?", với sự tham gia lần lượt của John Lennon, Ringo Starr, George Harrison và Paul McCartney. Bài bào này là sản phẩm biên tập của nhà báo Maureen Cleave, vốn quen biết với ban nhạc và thông tin về họ ngay từ những ngày đầu thời kỳ Beatlemania ở Anh. 3 năm sau, bà viết rằng họ đã trở thành "những chàng thơ của vùng Merseyside" và được họ đưa cùng trong chuyến lưu diễn đầu tiên của nhóm tại Mỹ vào tháng 2 năm 1964. Trong serie bài báo về cuộc sống của họ vào năm 1966, bà quyết định phỏng vấn riêng lẻ từng người chứ không cùng phỏng vấn tất cả như thông thường.
Cleave phỏng vấn Lennon vào ngày 4 tháng 3 năm 1966. Tại căn nhà của anh ở Kenwood, Weybridge, bà tìm thấy một cây thập ác to bằng người thật, một bộ giáp thời Trung cổ cùng với một thư viện nhỏ rất ngăn nắp với các tác phẩm của Alfred Tennyson, Jonathan Swift, Oscar Wilde, George Orwell, Aldous Huxley và cuốn The Passover Plot của Hugh J. Schonfield vốn ảnh hưởng rất lớn tới Lennon về những quan điểm Kitô giáo. Bài báo của Cleave nhấn mạnh Lennon "đọc rất kỹ về tôn giáo" và trích dẫn lời bình luận của anh:
"Kitô giáo rồi sẽ biến mất. Nó sẽ bị lu mờ và biến mất. Tôi chẳng cần phải tranh luận về điều này; tôi có lý và mọi người rồi sẽ đồng ý với tôi. Giờ chúng tôi còn nổi tiếng hơn cả Chúa Giêsu – tôi còn không rõ rằng cái gì sẽ biến mất trước, rock 'n' roll hay Kitô giáo. Chúa Giêsu thì ổn, nhưng các môn đồ của ông thì ngờ nghệch và tầm thường. Họ đã làm lệch đi giáo lý của Chúa và khiến tôi bỏ đạo."
Bài báo của Cleave được công bố vào tháng 3 năm 1966 và không được công chúng Anh quan tâm. Ảnh hưởng giảm dần của nhà thờ và của Kitô giáo không còn gì là bí mật và bản thân họ cũng đang cố gắng thay đổi để thích nghi với thời kỳ hiện đại. Nhà nghiên cứu âm nhạc Jonathan Gould viết "Nghề hài hước châm biếm bỗng có mảnh đất màu mỡ khi khai thác chủ đề về nhà thờ nhằm cố biến chúng trở nên có ý nghĩa hơn ("Đừng gọi tôi là cha xứ, hãy gọi bằng tên tôi Dick...")". Năm 1963, giám mục vùng Woolwich John A. T. Robinson cho phát hành cuốn sách gây tranh cãi Honest to God, kêu gọi toàn thể mọi người từ bỏ những giáo điều từ nhà thờ truyền thống cũng như quan niệm Chúa là "người trời", thay vào đó cần quan tâm hơn tới tình yêu nhân loại. Tác phẩm Religion in Secular Society của Bryan R. Wilson vào năm 1966 cho rằng việc phi tôn giáo hóa tại Anh khiến các nhà thờ ngày một bị bỏ bê. Tuy nhiên, tại Mỹ, nhà thờ vẫn là một địa điểm quan trọng của công chúng.
Cả McCartney và Harrison đều có tên thánh, nhưng không một ai lại theo đạo Kitô. Vào thời kỳ đầu của Beatlemania, ban nhạc có liên lạc với Revd Ronald Gibbons – người sau này viết rằng ấn bản ca khúc "O Come, All ye Faithful" của The Beatles có thể được sử dụng bởi các nhà thờ ở Anh "với một khẩu súng trên tay khi cần thiết".

## Phản ứng tại Mỹ
Một ngày sau khi bài báo của Cleave được đăng trên tờ Evening Standard, quản lý báo chí của ban nhạc Tony Barrow liền đề nghị tạp chí thiếu niên ở Mỹ, Datebook, để thực hiện 4 buổi phỏng vấn khác. Barrow tin tưởng rằng cách đó sẽ giúp người hâm mộ của The Beatles hiểu thêm rằng ban nhạc đã qua thời kỳ nhạc pop để tiến tới việc sản xuất những sản phẩm trí tuệ hơn. Vì Datebook đã từng thực hiện bài phỏng vấn với Mary Quant về ảnh hưởng của LSD, những thông tin này cũng khá là tương thích.
Cuối tháng 7 năm 1966, sau khoảng gần 5 tháng kể từ ngày phát hành ở Anh, Datebook cho đăng lại toàn bộ bài phỏng vấn. Tuy nhiên, nghệ sĩ thiết kế Art Unger quyết định trích dẫn câu nói của Lennon về Kitô giáo lên trang bìa mà bỏ đi bối cảnh liên quan. Ở Birmingham, Alabama, DJ Tommy Charles của chương trình WAQY nghe tới câu nói này qua người bạn Doug Layton và lập tức bị sốc "Thế là quá đủ với tôi. Tôi sẽ không bao giờ phát bất cứ ca khúc nào của The Beatles nữa." Charles và Layton cùng nhau hỏi thính giả đánh giá về câu nói của Lennon, và phản ứng đều rất tiêu cực. Charles nhấn mạnh "Chúng tôi cảm thấy khó chịu và báng bổ rằng những thứ như vậy cần phải chấm dứt và họ không thể trốn tránh những việc như thế này." Al Benn, quản lý mục tin tức của United Press International nghe chương trình WAQY và liền đăng tin lên tờ The New York Times số ngày 5 tháng 8. Khoảng 20 tờ báo địa phương khác cũng đăng tin theo bài phát thanh của WAQY. Một số đài vùng Thâm Nam Hoa Kỳ còn phản ứng dữ dội hơn khi biểu tình cùng đốt phá, gây áp lực cho giới thiếu niên yêu cầu đốt hết các sản phẩm của The Beatles.
Quản lý Brian Epstein nhận biết thông tin từ nước Mỹ và lập tức hủy bỏ tour diễn của ban nhạc tại đây vì nghi ngờ họ sẽ gặp nhiều nguy hiểm. Anh liền bay sang Mỹ để dự họp báo ở New York và chỉ trích tờ Datebook đã đặt câu nói của Lennon ra khỏi hoàn cảnh, ngoài ra bày tỏ sự đáng tiếc của The Beatles với "những người cho rằng đức tin của họ đã bị xúc phạm theo bất cứ cách nào."

## Hậu truyện
Lennon sau này cũng bị hỏi về vấn đề này vào năm 1969. Một lần nữa, anh khẳng định rằng The Beatles có ảnh hưởng tới giới trẻ hơn Chúa Giêsu, bổ sung thêm rằng cũng đã có nhiều vị bộ trưởng đồng tình với mình. Anh nhấn mạnh rằng những tín đồ tại Mỹ chỉ là "những con chiên phát-xít", và tự nhận mình "rất hiểu về Đức chúa. Tôi luôn ngưỡng mộ ngài. Ngài luôn đúng". Năm 1978, Lennon cảm ơn Giêsu khi đã trực tiếp kết thúc thời kỳ lưu diễn của The Beatles "giả sử tôi không nói lên điều đó và không khiến Ku Klux Klan nổi giận, thì, ơn Chúa, chắc giờ tôi vẫn mắc kẹt với những hào quang sân khấu! Chúa cầu nguyện cho nước Mỹ. Cám ơn Giêsu!"
Năm 1993, Michael Medved bình luận trên tờ The Sunday Times: "Ngày nay những câu nói như của Lennon không thể nào gây nên tranh cãi; thái độ thiếu tôn trọng đối với tôn giáo hoàn toàn có thể dễ thấy trong các ngành nghệ thuật quần chúng." Năm 1997, khi Noel Gallagher tuyên bố Oasis còn "vĩ đại hơn cả Chúa", phản ứng là không đáng kể.
Trong chuỗi bài viết kỷ niệm 40 năm phát hành album-kép nổi tiếng của ban nhạc, The Beatles (hay còn được gọi là "Album trắng"), tờ L'Osservatore Romano của Vatican có bình luận:
Nhận xét của John Lennon đã dấy lên làn sóng tẩy chay, đặc biệt tại Mỹ. Đó có lẽ chỉ là phản ứng sau nhiều năm bị khuất bóng bởi thành công vô tiền khoáng hậu từ những người Anh trẻ tuổi ở tầng lớp lao động, cho dù trước đó họ đã từng sống với những giai điệu rock 'n roll của Elvis. Nhưng có một sự thật, đó là ngay cả sau khi ban nhạc tan rã, 38 năm sau những ca khúc của Lennon-McCartney vẫn trường tồn với thời gian và trở thành nguồn cảm hứng bất tận cho các thế hệ nhạc sĩ nhạc pop sau này.
Đáp lại lời bình luận này, Starr nói "Trước kia Vatican cho rằng chúng tôi là quỷ Satan, vậy là giờ họ đã tha thứ cho chúng tôi rồi sao? Tôi nghĩ Vatican có nhiều điều để nói hơn là The Beatles.". L'Osservatore Romano trả lời vào ngày 14 tháng 4 năm 2010 "John Lennon không cần nhận bất cứ sự tha thứ nào từ Vatican. Chúng tôi cũng đã cho tái bản bài báo vào năm 1966 về câu nhận xét của Lennon. Bài báo đó đã ghi rõ John Lennon đã gửi lời xin lỗi và một Beatle khác là Paul McCartney cũng đã phê bình những lời bình luận đó." Cùng năm, Starr cũng thừa nhận mình đã ngộ đạo, "Với tôi, Chúa là tất cả... Tôi đã tìm ngài suốt từ thập niên 1960."
Năm 2012, một nhà báo từ Houston Press đã tuyển tập lại những yếu tố văn hóa để kết luận rằng Chúa Giêsu thực tế nổi tiếng hơn The Beatles. Năm 2015, Edgar O. Cruz của tờ The Philippine Star cho rằng chỉ trong chưa tới nửa thập kỷ, những nhận định của John Lennon đã không còn chính xác, khi mà "rock 'n roll đã không còn tồn tại, còn Kitô giáo giờ đã lớn mạnh hơn bao giờ hết, đặc biệt kể từ khi Giáo hoàng Phanxicô lãnh đạo."